# سورباق
سورباق هي قرية في مقاطعة ميانة، إيران. عدد سكان هذه القرية هو 231 في سنة 2006.